# 永田寿康
永田 寿康（ながた ひさやす、1969年9月2日 - 2009年1月3日）は、日本の政治家、官僚。愛知県名古屋市出身。衆議院議員（3期）などを歴任した。
国会などにおける発言の過激さから「平成の爆弾男」と呼ばれ、物議を醸す発言や行動を多々行ったことで知られた。

## 来歴

### 生い立ち
1969年9月2日、愛知県名古屋市で生まれる。
実父は医師の蒲池真澄（九州大学医学部卒。勤務医を経て1974年独立。医療法人財団池友会創設者、社会医療法人財団池友会理事長、カマチグループ会長）。江戸中期から続く医師の家系の9代目であり、九州の医療法人財団会長を務める資産家である。
幼少時に両親が離婚し、母親の再婚により永田姓となった。
慶應義塾志木高等学校を経て、1993年に東京大学工学部物理工学科を卒業する。大蔵省に入省した。配属先は関税局。
1995年、カリフォルニア大学ロサンゼルス校 (UCLA) でMBA課程に留学。帰国後、運輸省運輸政策局総合交通第一係長。

### 政界進出
1999年に大蔵省を退職して愛知2区の衆議院議員、古川元久の公設秘書となる。
2000年6月25日に行われた第42回衆議院議員総選挙に、いわゆる「落下傘候補」として千葉2区から民主党公認で出馬する。公明党前職の富田茂之らを破り、当選。
以降、実父より潤沢な資金援助を受ける。実父は永田の選挙区である千葉県八千代市に八千代リハビリテーション学院やデイサービスサービスセンターを設立し、地元の八千代中央病院（現・八千代リハビリテーション病院）を買収するなど、地縁のない永田を支援するために事業進出を行い、月一度の新聞の折り込み広告等の選挙支援も行う。当時、民主党の若手議員の中で屈指の資金力を誇ることで知られた。
2001年4月5日、衆議院本会議において原稿なしで質疑を行う。本会議においては質問側も答弁側も朗読し形式的なやりとりに終わるのが常で、若手の新たな試みとして注目された。
2002年7月には、田中真紀子の公設秘書の給与流用疑惑を巡り、衆議院政治倫理審査会で質問した永田と大野功統の議員宿舎などに白い粉が入った封筒が郵送されたことがある。警視庁は同一人物による悪質な悪戯と見て捜査している。
2003年11月9日に行われた第43回衆議院議員総選挙に、千葉2区から出馬し、当選（2期目）。
2004年10月5日には自民党旧橋本派を巡る日歯連闇献金事件で、東京地検が橋本龍太郎ら3人を不起訴処分としたことについて、「不起訴は不当」として、検察審査会に審査を申し立てた。
2004年に結婚。挙式は千葉マリンスタジアムを借り切り行った。出席者全員で「寿」の人文字を作り、最後に新郎新婦が「ヽ」の部分を作ったところで航空写真を撮影するといった大掛かりなものであった。翌年長女が誕生。
2005年9月11日に行われた第44回衆議院議員総選挙に、千葉2区から出馬。落選するも、比例復活により当選（3期目）。

### 堀江メール問題
2006年2月16日、衆議院予算委員会での発言を機に「堀江メール問題」が起こる。この騒動で永田は発言を二転三転させ、民主党への非難が集中することになった。結果、民主党代表前原誠司ら執行部が責任を取り、総退陣することになった。
国会でライブドア元社長の堀江貴文の電子メールを取り上げたものの、2月27日には、送受信が同一のメールアドレスだったこと等が判明し、3月2日には永田自ら「電子メールは誤りであった」と述べた。2月28日に、民主党から半年間の党員資格停止処分を受け、堀江メール発言で懲罰事犯が提起され、衆議院懲罰委員会に付託されたが、最終的には処分が決定する前の3月31日に衆議院議長河野洋平に辞職願を提出。4月4日の衆議院本会議で許可され辞職した。

### 議員辞職後
議員辞職後、次期総選挙で同じく千葉2区からの出馬を模索するが民主党に相手にされず、独自に実父の地元である九州からの出馬を模索するも難航。かつての選出選挙区であった千葉県内では、収賄罪で実刑を受けた元八千代市長の大沢一治にまで後援会を譲ってもらうために頭を下げていたという。またこの間、民主党の党籍の解除、親族の経営する会社に入社するも一年足らずでの退社、その後親族の経営する公認会計士事務所に入るも同じくまもなく退社、さらに親族の傷害致死事件や創価学会をめぐる自身の書類送検と略式起訴および罰金刑、夫人からの離婚調停などトラブルが頻発した。

### 晩年
2008年11月12日、実父が関係する福岡県宗像市の医療法人所有のサナトリウムで手首を切って抜け出し、徘徊しているところを警察に保護された。また、夫人との離婚が成立していたことも併せて報道された。同月に自殺を図るが未遂。
2009年1月3日、北九州市八幡西区里中3丁目のマンション駐輪場で死亡しているのが発見された。警察はマンションから飛び降りたとして自殺と断定した。当時永田はマンション近辺にある八幡厚生病院に入院していた。現場からは遺書とみられるノートが発見され、また空になった焼酎の紙パック（1.8リットル）も残されていた。
死後、手塚仁雄は、自分が助言した寝酒に関して、永田を悼む気持ちを述べた。また、落選中の手塚に対して「復活できる可能性があるからいいですね」とも語っていたとされる。民主党の議員とはほとんど会っていなかった上に、手塚とも2008年2月を最後に連絡を取らなくなったという。
2009年1月5日に営まれた葬儀の際には、実父が「5年で立ち直る、それにはあと3、4年だと思っていました。まさか死ぬとは全然考えていませんでした。それほど精神的な打撃が強かったのでしょうが、40代、50代になったときの知恵と経験として花開くと信じていました」と挨拶した。

## 物議を醸した言動
- 2000年11月20日の加藤の乱の際、本会議場で演説中の松浪健四郎に対し「ちょんまげ野郎!」「お前、党首（扇千景保守党党首）と何発やったんだ!」という野次を飛ばした[11]ことが原因で水を浴びせかけられた[12]。永田は「最前列で森喜朗首相ではだめだと何度かやじり、そのたびに松浪議員からにらまれた」という。この問題は『ビートたけしのTVタックル』にて、こと細かに検証された。永田の野次は本件以前から内容が酷いことで有名（野次は若手議員の「役目」であることが多いが、永田はその中でも特に言葉が汚かった）であり、過去には保守党の小池百合子に対し、「支持率0%の党が発言するな」などと野次っていた。
- 2002年11月4日、名古屋刑務所の受刑者が高圧放水によって死亡した事件について、2003年3月、山花郁夫と共に消防ホースで「再現」実験を行った。しかし実際の水圧は実験の一割程度にすぎず、ほとんど意図的な捏造に近い実験であったことが判明し、民主党は謝罪に追い込まれた[13]。
- 2004年3月11日、衆院本会議の発言で、小渕恵三、森喜朗、小泉純一郎の歴代3内閣に言及した発言について、自民党が「不適切な発言」であると抗議した。
- 2005年7月8日の衆院・政治倫理の確立及び公職選挙法改正に関する特別委員会で、出所不明の風聞（公明党の主張）を根拠に「（都議選の際に）公明党の支持団体の住民票が東京都に移されている疑念がある」等と発言。河野洋平衆議院議長から注意を受け、与党から懲罰動議が出された。永田が2000年の初当選以来受けた懲罰動議は4回。民主党は公明党に謝罪した。
- 2005年7月22日の外務委員会にて寝ていたり、社民党の東門美津子の質疑が始まった途端、手元にあった紙で折り紙を始めた[14]。
- 2005年8月28日、習志野市内の事務所開きにおいて、「公明党支持団体」の固有名詞を挙げて再び7月同様の発言。さらに「創価学会は宗教団体として認められておらず、都の認可をもらうために学会系の都議を増やして圧力をかけなければならない」等と発言した。しかし、創価学会は1952年には宗教法人の認証を得ており、さらに1999年の宗教法人法改正によって所轄庁は文部科学省[15]になっていることから、悪質な虚偽の流布として同30日、創価学会本部は永田を名誉毀損で刑事告訴。
  - 2008年7月18日、千葉区検察庁は書類送検を受け永田を略式起訴、千葉簡易裁判所は7月23日に罰金30万円の略式命令を出した。
- 2005年12月18日、八千代市内での国政報告会で一級建築士らが引き起こした耐震強度偽装問題に触れ、「住民は火をつけたくてしょうがない、阪神大震災では激甚災害指定欲しさに被災者が火をつけてまわった」などと発言。発言内容を完全録音したCD-ROMを入手した東京スポーツの取材に対し、事実を認め謝罪した[16]。この後、2006年3月24日の懲罰委員会の質疑答弁の中で、永田本人がこの事実を認めている。2006年1月17日、衆院国土交通委員会（小嶋進ヒューザー社長の証人喚問）で、公明党佐藤茂樹による質疑の中で、12月18日の永田の不適切発言が取り上げられた。